# دره ارغوان
دره ارغوان یا تنگل ارغوانی علی‌آباد کشمر نام یک دره در کوه‌های شمالی علی‌آباد کشمر، ۲۵ کیلومتری شمال‌شرقی بردسکن، استان خراسان رضوی است که رویشگاه درختچه‌ها و گل‌های ارغوان است.